# Intrepido (destroyer, 1913)
Pour les articles homonymes, voir Intrepido.
Le Intrepido était un destroyer italien, de la classe Indomito, lancé en 1913 pour la Marine royale italienne (en italien : Regia Marina).

## Conception et description
La classe Indomito a été conçue par Luigi Scaglia de la Cantieri Navali Pattison de Naples. Ces navires étaient les premiers grands destroyers de la Regia Marina et les premiers équipés de turbines à vapeur. La classe Indomito a été la première dans la progression des destroyers italiens à être appelée tre pipe ou tre canne pour leurs trois cheminées,.
Les navires mesuraient 72,52 m à la ligne de flottaison (73,00 m hors tout) avec une largeur de 7,3 m et un tirant d'eau de 2,7 m. Ils avaient des arbres jumeaux entraînés par deux turbines à vapeur Tosi, alimentées par quatre chaudières Thornycroft. Le groupe motopropulseur était conçu pour une puissance de 16 000 chevaux-vapeur (12 000 kW) pour déplacer les navires à 30 nœuds (56 km/h), mais avait une puissance maximale de 17 620 chevaux-vapeur d'arbre (13 140 kW) qui propulsait les navires à 35,79 nœuds (66,28 km/h).
Tels qu'ils étaient construits, les navires étaient armés d'un canon de 4,7 pouces (120 mm)/40, de quatre canons de 3 pouces (76 mm)/40 et de deux tubes lance-torpilles de 17,7 pouces (450 mm). En 1914, ils ont été renforcés par deux tubes lance-torpilles supplémentaires. Pendant la Première Guerre mondiale, des rails de guidage permettant de poser jusqu'à dix mines ont été ajoutés aux navires. Des modifications ultérieures apportées pendant la guerre ont permis de remplacer tous les canons par cinq canons de 4 pouces (100 mm)/35 et un seul canon AA de 40 mm (1,6 in)/39. La capacité en carburant a également été augmentée pendant la guerre, passant de 100 tonnes à 128 tonnes afin d'accroître l'endurance, mais l'augmentation du poids a eu l'effet inverse : elle a ralenti les navires et réduit leur endurance.

## Construction et mise en service
Le Intrepido est construit par le chantier naval Cantieri Navali Pattison à Naples en Italie et mis sur cale le 1er juin 1910. Il est lancé le 7 août 1912. Il est achevé et mis en service le 6 février 1913. Il est commissionné le même jour dans la Regia Marina.

## Histoire de service
Encadré dans le IIIe escadron de destroyers, le 'Intrepido, après la phase d'entraînement, participe à plusieurs croisières  en Méditerranée orientale et occidentale au cours de l'année 1913.
L'année suivante, transféré au IIe escadron, il est employé pour draguer les mines errantes dans le sud de l'Adriatique.
Lorsque l'Italie entre dans la Première Guerre mondiale, le Intrepido fait partie, avec ses navires-jumeaux (sister ships) Impavido, Indomito, Impetuoso, Irrequieto et Insidioso, du IIe escadron de destroyers, basée à Tarente (même si à l'époque le Impetuoso se trouvait à La Spezia); le commandant du navire est le capitaine de corvette (capitano di corvetta) De Grenet.
Le 5 juin 1915, le Intrepido escorte le croiseur britannique HMS Dublin (1912) engagé dans le bombardement de Donzella, sur la côte dalmate.
Le 9 juin, l'unité escorte, avec les destroyers Indomito, Irrequieto, Impetuoso, Insidioso, Animoso, Ardito, Ardente, Audace et le croiseur éclaireur Quarto, les croiseurs blindés Giuseppe Garibaldi et Vettor Pisani, participant au bombardement des phares de Capo Rodoni et San Giovanni di Medua..
Aux premières heures du 17 juillet 1915, le navire, ainsi que le croiseur éclaireur Quarto et les destroyers Animoso et Irrequieto, bombardent la station radiotélégraphique et d'autres installations militaires sur l'île de Šipan (Dalmatie). La mission, concomitante à un autre bombardement effectué par la Ve division navale, est interrompue après que les navires de la Ve division aperçoivent des sous-marins (U-boote) ennemis (qui torpillent également et coulent le croiseur blindé Garibaldi sur sa route de retour). Le Intrepido participe au sauvetage, qui permet de sauver 525 hommes sur les 578 embarqués sur le croiseur).
Le 17 août de la même année, vers 10 heures, le Intrepido, qui croise, avec le croiseur éclaireur Quarto et les destroyers Ardito, Impavido et Animoso, au nord de la jonction Brindisi-Kotor, atteint Palagruža, qui a été fortement bombardé quelques heures auparavant par une formation navale austro-hongroise (K.u.k. Kriegsmarine.
Le 3 décembre, le navire appareille de Brindisi sous le commandement du capitaine de corvette (capitano di corvetta) Leva, pour escorter, avec le Indomito, le Irrequieto, le Impetuoso et le Insidioso, l'un des premiers convois de ravitaillement des troupes italiennes déployées en Albanie, composé des transports de troupes Re Umberto et Valparaiso (transportant au total 1 800 hommes et 150 quadrupèdes),. Lorsque le convoi atteint San Giovanni di Medua, le Re Umberto, avec 765 hommes à bord, heurte une mine (posée par le sous-marin austro-allemand SM UC-14) et coule, brisé en deux, en un quart d'heure; le prompt sauvetage - auquel le Intrepido contribue en récupérant une centaine de naufragés - permet de sauver 712 hommes,,.
Après avoir débarqué les survivants à Vlora, le Intrepido part pour effectuer une mission anti-sous-marine, mais à deux heures de l'après-midi du 4 décembre, alors qu'il revient de cette mission, au sud du Cap Linguetta, il heurte une mine dont le souffle arrache la proue et déchire la superstructure avant, tuant quatre hommes (l'aspirant Valatelli et les marins Polimene, Potenza et Pappalardo) et en blessant plusieurs autres, dont, gravement, le commandant Leva lui-même,. Le navire est échoué près de Punta Linguetta afin d'éviter le naufrage, mais, considérant qu'il n'est pas possible de le désengager et de le remorquer en toute sécurité, on se limite à le priver de matériel réutilisable (canons, tubes lance-torpilles, autres équipements) et il est ensuite abandonné. Quelques jours plus tard, l'épave du Intrepido coule en eaux plus profondes.
L'épave du navire est retrouvée en avril 2007, à moitié détruite et éparpillée sur une profondeur d'environ 32 mètres, près de Punta Linguetta.

## Sources
- (it) Cet article est partiellement ou en totalité issu de l’article de Wikipédia en italien intitulé « Intrepido (cacciatorpediniere 1913) » (voir la liste des auteurs).